# Sempre con te/Né stelle né mare
Sempre con te/Né stelle né mare è un singolo di Nilla Pizzi pubblicato nel 1959 dalla RCA Italiana.

## Descrizione
Il brano Sempre con te venne presentato da Nilla al Festival di Sanremo 1959 in coppia con Fausto Cigliano e si classificò al sesto posto. 
Né stelle né mare è un brano presentato al Festival di Sanremo 1959 da Fausto Cigliano in coppia con Arturo Testa.

## Tracce
Lato A
1. Sempre con te (Roberto Murolo)

Lato B
1. Né stelle né mare (testo: Gian Carlo Testoni – musica: Giorgio Fabor)